# Лютен

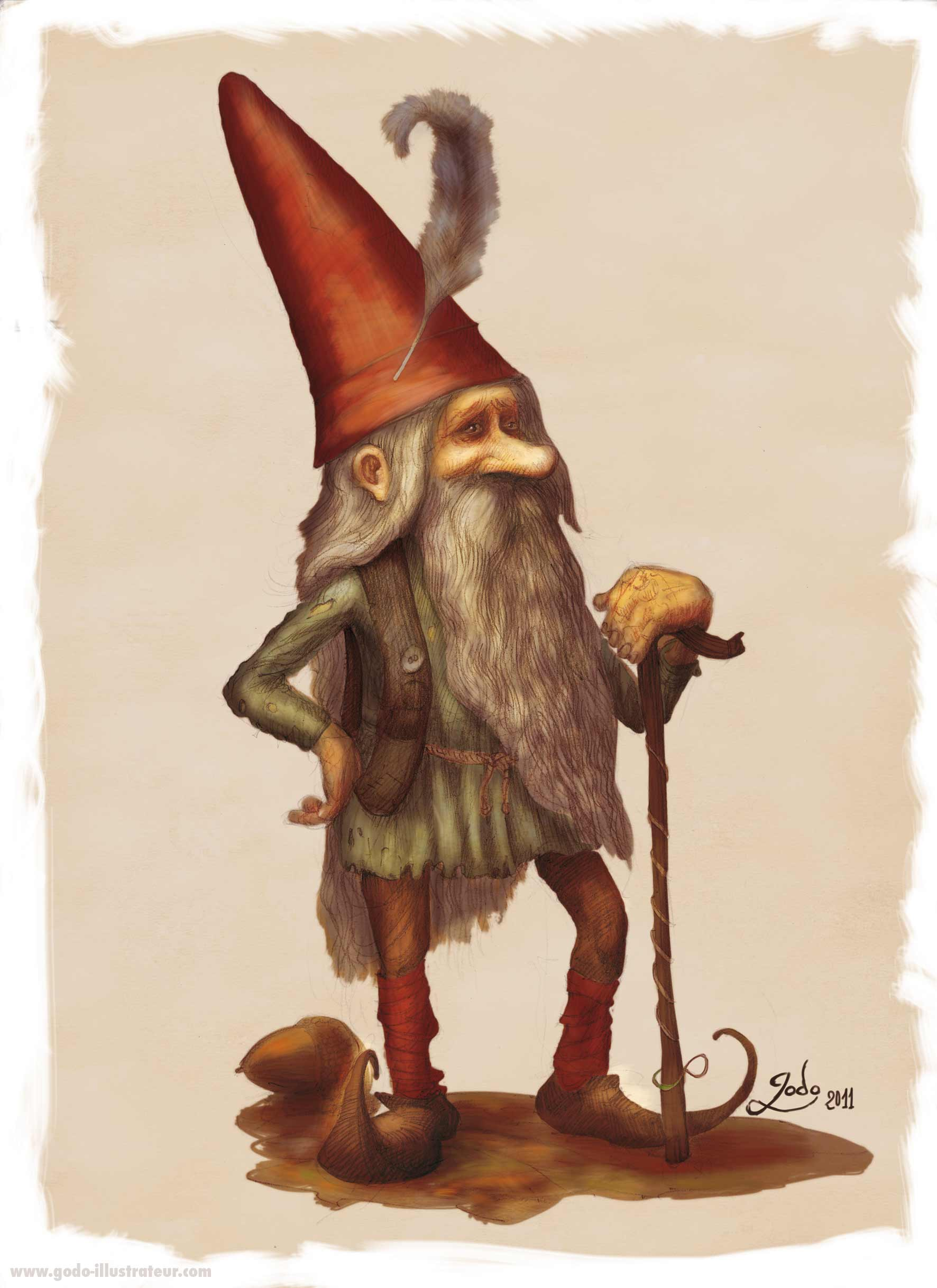
Лютен. Рисунок Годо, октябрь 2011 года.

Лютен (фр. lutin) — одна из разновидностей домового[прояснить] во французском фольклоре и сказках. Лютен женского пола называется лютина. Иногда так называются не только домовые, но и духи вообще: лесные, полевые, водяные.
Лютен (варианты названия: Нэн-Руж или «красный карлик») играет роль в фольклоре Нормандии, аналогичную хобгоблинам в Англии, Германии и Скандинавии. Слово Lutin, как правило, переводится на английский язык как брауни, эльф, фея, гном, гоблин, хобгоблин, имп, лепрекон, пикси, пак или дух. Он иногда принимает форму коня, осёдланного для езды, и в этой форме называется Le Cheval Bayard. В легендах лютены иногда завивают волосы людей или лошадей в «эльфийские пучки».
Французская сказка «Le Prince Lutin» («Принц Лютен») написана в 1697 году Мадам д’Онуа — это первое появление лютена не в легендах, а в авторском художественном произведении. В этой истории красная шляпа с двумя перьями делает лютена невидимым.
По легендам лютены также помогают Перу Ноэлю (французскому аналогу Санта-Клауса) в Лапландии.

## Лютены в Квебеке
Вера в лютенов также распространилась на Северную Америку — в частности, на канадскую провинцию Квебек, где они предстают в легендах как духи либо принявшие формы домашних животных (например, собак или кроликов) или другие распространённых животных. Полностью белые кошки считаются особенно вероятными кандидатами к тому, чтобы считаться лютенами, хотя, в принципе, любое животное (в том числе и без каких-либо отличительных черт), которое живет в доме или вблизи дома, может рассматриваться как лютен. Эти лютены могут быть добрыми или злыми, при этом хорошим лютенам приписывается различные способности: начиная от управления погодой и кончая привычкой брить бороду хозяину дома, прежде чем он проснётся в воскресенье. Злые или обиженные лютены могут беспокоить домовладельца любым количеством незначительных неприятностей, таких как притупление косы или заполнение обуви галькой. Соль считается отвратительной для них, и они, как полагают, ищут способ избежать наступания на неё, когда она просыпана на землю.